# Brunshaw
Brunshaw är en stadsdel i Burnley, i distriktet Burnley i grevskapet Lancashire i England. Stadsdelen hade 6 267 invånare år 2021. Brunshaw var en civil parish 1894–1911 när blev den en del av Burnley och Cliviger. Civil parish hade 297 invånare år 1911.